# Johann Mickl
Johann Mickl (bis 1922 Mikl) (* 18. April 1893 in Zelting, Radkersburg Umgebung, Steiermark; † 10. April 1945 in Rijeka, Istrien) war ein österreichischer Offizier, zuletzt Generalleutnant der deutschen Wehrmacht.

## Leben
Beförderungen
- 1. August 1914 Leutnant (k.k. Landwehr)
- 1. Januar 1915 Oberleutnant
- 1. Januar 1921 Hauptmann (Bundesheer)
- 25. September 1928 Major
- März 1938 Oberstleutnant (Wehrmacht)
- 1. Juni 1940 Oberst
- 1. März 1943 Generalmajor
- 1. April 1944 Generalleutnant

Mickl entstammte einer katholischen Bauernfamilie bei Luttenberg in der Steiermark. Zusammen mit seinem Zwillingsbruder Alois wurde er am 18. April 1893 in Zelting in Radkersburg Umgebung geboren und noch am selben Tag getauft. Seine Eltern waren der Keuschler und Gastwirt Mathias Mikl und dessen Ehefrau Maria (geborene Dervarič), deren Vater ein k. k. Feldwebel war.
1911 trat er als Offiziersanwärter in die Theresianische Militärakademie in Wiener Neustadt. Bei Beginn des Ersten Weltkriegs kam er zum k.k. Landwehr-Infanterie-Regiment 4. Er kämpfte an der Ostfront in Galizien und im Gebirgskrieg.

### Radkersburg
Als Angehöriger der Deutschösterreichischen Volkswehr wollte Mickl Anfang 1919 die slowenische Besatzung Radkersburgs mit einer Freischar vertreiben. Da die steiermärkische Landesregierung unter Wilhelm Kaan nicht helfen wollte, beschaffte er die nötigen Waffen in Kärnten. Als der Befreiungsversuch am 4. Februar 1919 an Verrat gescheitert war, wurde Mickl von der Landesregierung der Steiermark steckbrieflich verfolgt; in anderen Ortschaften des unteren Murtales war der bewaffnete Aufstand gegen die Besatzung aber erfolgreich. Bei den Verhandlungen in Marburg an der Drau im Februar 1919 galt der gescheiterte Versuch als Beweis dafür, dass die Bevölkerung des Landes nördlich der Mur Teil Deutschösterreichs werden wollte. So wurde Radkersburg im Friedensvertrag von St. Germain Österreich zugesprochen, während die Untersteiermark Teil des neugegründeten "Staates der Slowenen, Kroaten und Serben", später "Staat der Serben, Kroaten und Slowenen" (beide abgekürzt: SHK) wurde.

### Bundesheer und Wehrmacht
1920 in das Bundesheer (1. Republik) übernommen, wurde Mickl am 15. Februar 1935 Generalstabsoffizier bei der 3. Brigade Niederösterreich in St. Pölten. Mit der Umwandlung der Brigade zur Division Niederösterreich im Januar 1936 wurde er Erster Generalstabsoffizier (Ia).
Im März 1938 wurde Mickl in die Wehrmacht übernommen. Seit dem 10. November 1938 Abteilungskommandeur der Panzerabwehr-Abteilung 42, die zur 2. Leichten Division gehörte, kämpfte er mit ihr beim Überfall auf Polen und im Westfeldzug. Am 10. Dezember 1940 wurde er Regimentskommandeur des Schützen-Regiments 7. Am 1. Juni 1941 übernahm er im Deutschen Afrikakorps das Schützen-Regiment 155 der 90. leichten Afrika-Division. Für besondere Tapferkeit im Kampf um Tobruk erhielt er das Ritterkreuz des Eisernen Kreuzes. Vom „groben Klotz“ Erwin Rommel trennte sich Mickl zwar im Streit; er hielt ihn aber für den einzigen Truppenführer von wirklicher Qualität, dem er in der großdeutschen Armee begegnet war.
Im selben Monat leicht verwundet, wurde Mickl am 25. März 1942 Brigadekommandeur der 12. Schützen-Brigade (12. Panzer-Grenadier-Brigade) am Wolchow. Für die Leistungen in der Schlacht von Rschew erhielt er noch als Oberst das Eichenlaub zum Ritterkreuz.
Am 15. Mai 1943 mit der Führung der 11. Panzer-Division beauftragt, kämpfte er im Unternehmen Zitadelle beim Angriff auf Kursk. Die Fehlschläge im Unternehmen Barbarossa schrieb er vor allem der ausgesprochenen Frontscheu der Generale zu. So wurde er wegen Misshelligkeiten mit Otto von Knobelsdorff und Hermann Hoth – zu seinem großen Ärger – abgelöst und vorübergehend in die „Führerreserve“ versetzt.
Am 13. August 1943 wurde er Divisionskommandeur der 392. (kroatischen) Infanterie-Division, die im niederösterreichischen Döllersheim neu aufgestellt wurde. Mit ihr eroberte er den Velebit bis zum Adriatischen Meer und deckte den Rückzug der Heeresgruppe E. Am 9. April 1945 im Kampf gegen jugoslawische Partisanen bei Senj durch einen Kopfschuss verwundet, starb er am nächsten Tag, eine Woche vor seinem 52. Geburtstag, im Lazarett von Rijeka.

## Orden und Ehrungen
- Ehren-Denkmünze für Tapferkeit (Österreich) in Silber (zweimal)
- Ehrenbürger von Radkersburg (1930)
- Medaille zur Erinnerung an den 1. Oktober 1938
- Eisernes Kreuz 2. Klasse (1939), 1. Klasse (1940)
- Verwundetenabzeichen in Schwarz, Silber und Gold
- Infanterie-Sturmabzeichen
- Ritterkreuz des Eisernen Kreuzes (13. Dezember 1941)
- Eichenlaub zum Ritterkreuz (6. März 1943, 205. Verleihung)
- Ärmelband Afrika
- Mickl-Kaserne des Österreichischen Bundesheeres in Bad Radkersburg (1967)